# Joseph Oduho
Joseph Oduho Haworu (15 de dezembro de 1927 - 27 de março de 1993) foi um importante político do sul do Sudão (hoje Sudão do Sul) que atuou ativamente na luta pela independência e membro fundador do Movimento de Libertação do Povo do Sudão (SPLM).

## Primeiros anos: 1927–1960
Joseph Oduho nasceu na comunidade tribal Otuho de Lobira, situada no que é hoje o Condado de Torit, Equatoria Oriental, na República do Sudão do Sul, em 15 de dezembro de 1927. Ele foi educado na Escola Primária Missionária Católica Isoke e na Escola Intermediária Católica Okaru, e se tornou um dos primeiros alunos da Escola Secundária de Rumbek. Estudou em Nyapeya, em Uganda, depois no Bakht Al Ruda Teacher's Institute, obtendo um diploma em ensino em 1950. Depois disso, foi diretor em escolas intermediárias em Maridi, Okaru e P'Lotaha.
Em 1953, Joseph Oduho liderou um protesto contra a falta de representação do povo não árabe do sul do Sudão nas negociações sobre a independência do Sudão. Foi preso em Maridi após o motim de Torit de 1955 (sua cidade natal, agora capital da Equatória Oriental), acusado de conspiração e condenado à morte. Foi libertado na anistia geral após a independência em 1 de janeiro de 1956. Oduho foi eleito para o primeiro parlamento pós-independência em 1957. Ele defendeu uma organização federal para as regiões subdesenvolvidas do sul. O exército tomou o poder em 1958 e Joseph Oduho fugiu do país em 1960.

## Líder exilado: 1960–1972
Joseph Oduho foi um membro fundador e o primeiro presidente da União Nacional Africana do Sudão (1962–1964). Ele e William Deng publicaram a primeira declaração formal dos objetivos do sul do Sudão em The Problem of the Southern Sudan (1962). Neste artigo, defenderam a independência do sul não muçulmano do norte muçulmano do Sudão.
Em 1963, Joseph Oduho e seus colegas lançaram oficialmente o Movimento Anyanya em Kampala, Uganda.
Entre 1965 e 1967 foi presidente da Frente de Libertação da Azânia. Ele finalmente rompeu com os grupos exilados em 1971 devido a desacordos com Joseph Lagu, comandante dos guerrilheiros Anyanya, que queria tornar a ala política subordinada à ala militar. Oduho estava comprometido com a unidade do sul do Sudão, enquanto Lagu queria se retirar para a região de Equatoria.

## Membro do governo do Sul do Sudão: 1972-1983
Em 3 de maio de 1972, o acordo de Adis Abeba foi ratificado como "Lei de Autogoverno Regional das Províncias do Sul de 1972", trazendo uma interrupção temporária à guerra civil. Joseph Oduho e Samuel Aru Bol foram nomeados para o executivo sulista. Ele recebeu o cargo de Ministro da Habitação no Governo Regional do Sul em Juba (1972–1975). Foi Oduho quem, em nome do governo regional, negociou e assinou um acordo com o Governo Iugoslavo para construir os ministérios e alojamentos dos ministros em Juba em 1973. Tanto os ministérios quanto os alojamentos de ministros atualmente acomodam mais de 90% do gabinete do Governo do Sudão do Sul. Em 1975, Joseph Oduho foi acusado de conspirar para a secessão do sul e foi preso. Ele foi libertado em 1977 após uma anistia declarada pelo presidente Gaafar Nimeiry, quando a União Socialista Sudanesa (SSU) e os partidos políticos do norte chegaram a um acordo.
Joseph Oduho concorreu com sucesso à eleição em 1977. Foi nomeado Ministro do Desenvolvimento Cooperativo e Rural (1978–1980) e Ministro do Trabalho e Reformas Administrativas (1980–1982). Foi membro do Comitê Central da União Socialista Sudanesa. Em 1982, houve distúrbios no sul, com alguns líderes de minorias étnicas pedindo maior descentralização. Joseph Oduho opôs-se a isto, defendendo consistentemente a unidade sulista. Ele pensava que a descentralização e o tribalismo estavam a ser promovidos pelos políticos do Norte, a fim de enfraquecer o Sul.

## Segunda guerra civil: 1983–1993
Em 1983, o presidente Nimeiry dissolveu a Região Sul que havia sido estabelecida após o acordo de Addis Ababa de 1972. Joseph Oduho foi para o exílio novamente e se tornou um membro fundador do Movimento de Libertação do Povo do Sudão (SPLM). Quando o partido foi estabelecido em 16 de maio de 1983, Joseph Oduho foi nomeado presidente do Comitê de Relações Exteriores e o Coronel John Garang, um oficial do exército dinka, foi nomeado Chefe do Estado-Maior do Exército de Libertação do Povo do Sudão (SPLA). Mais tarde, Garang se tornou líder do SPLA/M.
Por vários anos, Oduho foi preso pelo Exército de Libertação do Povo do Sudão. Ele foi libertado em 1992 para enterrar seu falecido filho, Kizito Omiluk Oduho, em Lobira, o vilarejo natal de Oduho. Trazido clandestinamente para Uganda, na África Oriental, após uma tentativa frustrada de matá-lo pela ala dominante do SPLM/A, foi resgatado por seu filho, Ohiyok David Oduho, que trabalhava como consultor de informações na Operação Lifeline Sudan do UNICEF em Madiopei, no norte de Uganda. Ele foi levado de avião para Nairóbi, onde organizou uma conferência cujo objetivo principal era reunir o fragmentado SPLM/A. Garang se opôs à medida.
Em março de 1993, ele voou para Panyagor, Kongor, estado de Jonglei, para consultas adicionais com vistas a ampliar a base da liderança do Movimento de Libertação do Povo do Sudão.
No entanto, um ataque foi lançado em seu local de reunião em Panyagor em 27 de março de 1993 pela Campanha Bright Star do SPLM/A comandada por Kual Manyang Juk. Durante o ataque, Oduho foi capturado vivo e executado quase imediatamente.

## Nota
- Este artigo foi inicialmente traduzido, total ou parcialmente, do artigo da Wikipédia em inglês cujo título é «Joseph Oduho».